# 蒙法尔孔
蒙法尔孔（法語：Montfalcon，法語發音：[mɔ̃falkɔ̃]）是法国伊泽尔省的一个市镇，位于该省西部，原属格勒诺布尔区，2017年起改属维埃纳区。

## 地理
蒙法尔孔（45°15'16"N, 5°10'18"E）面积5.82 平方千米，位于法国奥弗涅-罗讷-阿尔卑斯大区伊泽尔省，该省份为法国东南部内陆省份，北起顺时针与安省、萨瓦省、上阿尔卑斯省、德龙省、阿尔代什省、卢瓦尔省和罗讷省。
与蒙法尔孔接壤的市镇（或旧市镇、城区）包括：维里维尔、鲁瓦邦、加洛尔河畔圣克莱尔、瓦莱尔巴斯。
蒙法尔孔的时区为UTC+01:00、UTC+02:00（夏令时）。

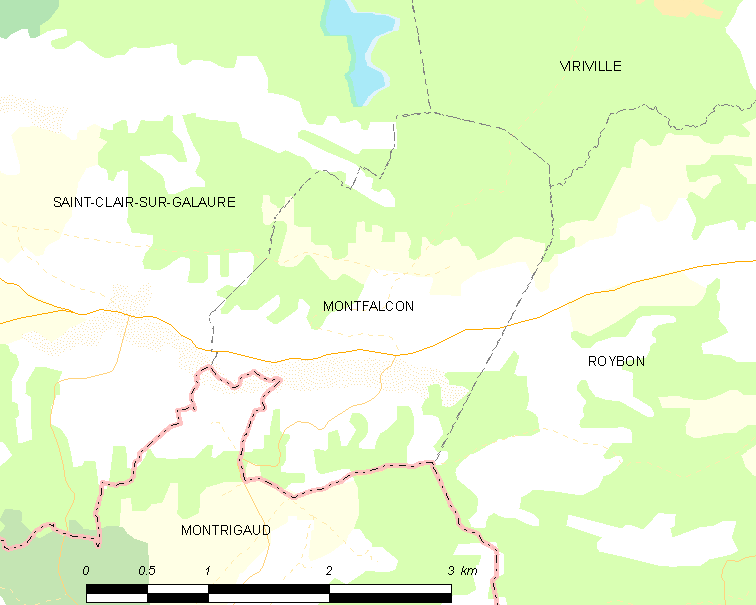
蒙法尔孔的OSM定位图

## 行政
蒙法尔孔的邮政编码为38940，INSEE市镇编码为38255。

## 政治
蒙法尔孔所属的省级选区为比耶夫尔县。

## 人口

1962-2008年间蒙法尔孔人口变化图示

蒙法尔孔于2022年1月1日时的人口数量为131人。